# UFC 185
UFC 185: Pettis vs. dos Anjos（ユーエフシー・ワンエイティファイブ：ペティス・バーサス・ドス・アンジョス）は、アメリカ合衆国の総合格闘技団体「UFC」の大会の一つ。2015年3月14日、テキサス州ダラスのアメリカン・エアラインズ・センターで開催された。

## 大会概要
本大会ではUFC世界ライト級タイトルマッチとUFC世界女子ストロー級タイトルマッチが組まれた。

### カード変更
負傷などによるカードの変更は以下の通り。
- ヴァグネル・ホシャ → ジェイク・リンジー（第2試合）

## 試合結果

### アーリープレリム
第1試合 女子バンタム級ワンマッチ 5分3R
○  ジャーメイン・デランダミー vs.  ラリッサ・パシェコ ×
2R 2:02 TKO（スタンドパンチ連打）
第2試合 ライト級ワンマッチ 5分3R
○  ジョセフ・ダフィー vs.  ジェイク・リンジー ×
1R 1:47 KO（左ボディブロー）
第3試合 フライ級ワンマッチ 5分3R
○  ライアン・ブノワ vs.  セルジオ・ペティス ×
2R 1:34 TKO（左フック→パウンド）

### プレリミナリーカード
第4試合 ヘビー級ワンマッチ 5分3R
○  ジャレッド・ロショルト vs.  ジョシュ・コープランド ×
3R 3:12 TKO（パウンド）
第5試合 71.2kg契約ワンマッチ 5分3R
○  ベニール・ダリウシュ vs.  ダロン・クルックシャンク ×
2R 2:48 リアネイキドチョーク
※クルックシャンクの体重超過によりライト級から変更。
第6試合 ミドル級ワンマッチ 5分3R
○  エリアス・テオドロウ vs.  ロジャー・ナルヴァエス ×
2R 4:07 TKO（パウンド）
第7試合 ライト級ワンマッチ 5分3R
○  ロス・ピアソン vs.  サム・スタウト ×
2R 1:33 KO（左フック）

### メインカード
第8試合 フライ級ワンマッチ 5分3R
○  ヘンリー・セフード vs.  クリス・カリアソ ×
3R終了 判定3-0（30-27、30-27、30-27）
第9試合 ヘビー級ワンマッチ 5分3R
○  アリスター・オーフレイム vs.  ロイ・ネルソン ×
3R終了 判定3-0（30-27、30-27、30-27）
第10試合 ウェルター級ワンマッチ 5分3R
○  ジョニー・ヘンドリックス vs.  マット・ブラウン ×
3R終了 判定3-0（30-27、30-27、30-27）
第11試合 UFC世界女子ストロー級タイトルマッチ 5分5R
○  ヨアナ・イェンジェイチック vs.  カーラ・エスパルザ ×
2R 4:17 KO（スタンドパンチ連打）
※イェンジェイチックが王座獲得に成功。
第12試合 UFC世界ライト級タイトルマッチ 5分5R
○  ハファエル・ドス・アンジョス vs.  アンソニー・ペティス ×
5R終了 判定3-0（50-45、50-45、50-45）
※ドス・アンジョスが王座獲得に成功。

### 各賞
ファイト・オブ・ザ・ナイト： 該当者なし
パフォーマンス・オブ・ザ・ナイト： ハファエル・ドス・アンジョス、ヨアナ・イェンジェイチック、ロス・ピアソン、ベニール・ダリウシュ
各選手にはボーナスとして5万ドルが支給された。